# Karádi Károly
| Karádi Károly                             | Karádi Károly |
| Kattints az alábbi külső linkek egyikére! | Kattints az alábbi külső linkek egyikére! |
| ----------------------------------------- | --- |
| Nem található szabad kép.(?)              | |
| külső link · jogvédett                    | Márkus Károly domborműve. 2015. 05. Az Óbudai Árpád Gimnázium lépcsőházában emléktábla idézi az egykori tanár, korábban az iskola diákja alakját. Az emléktábla felirata: Karádi Károly /1910–1975/ az iskola egykori diákja, cserkész parancsnoka és haláláig kiváló tanára emlékére |
| külső link · jogvédett                    | Karádi Károly az Óbudai Árpád Gimnázium diákja majd nyugdíjazásáig vezető tanára. Tiszavölgyi István (szerk.): Az Árpád Gimnázium története. Fennállásának 75. évfordulójára (Budapest, 1977) 172. oldal.                                                                             |
| külső link · jogvédett                    | Karádi Károly című alkotás fotói. Alkotó: Márkus Károly. Település: Budapest. Feltöltő: Göröntsér Vera. Azonosító: 205708. Feltöltve: 2015.05.13. 15:29 |

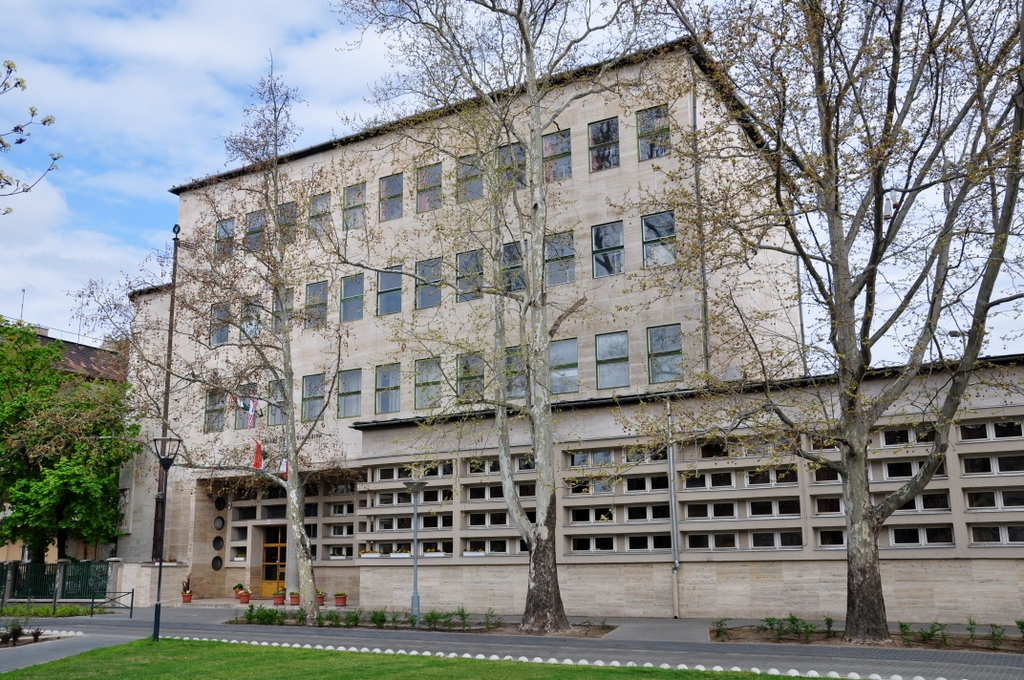
1940 és 1972 között az Óbudai Árpád Gimnáziumban tanított

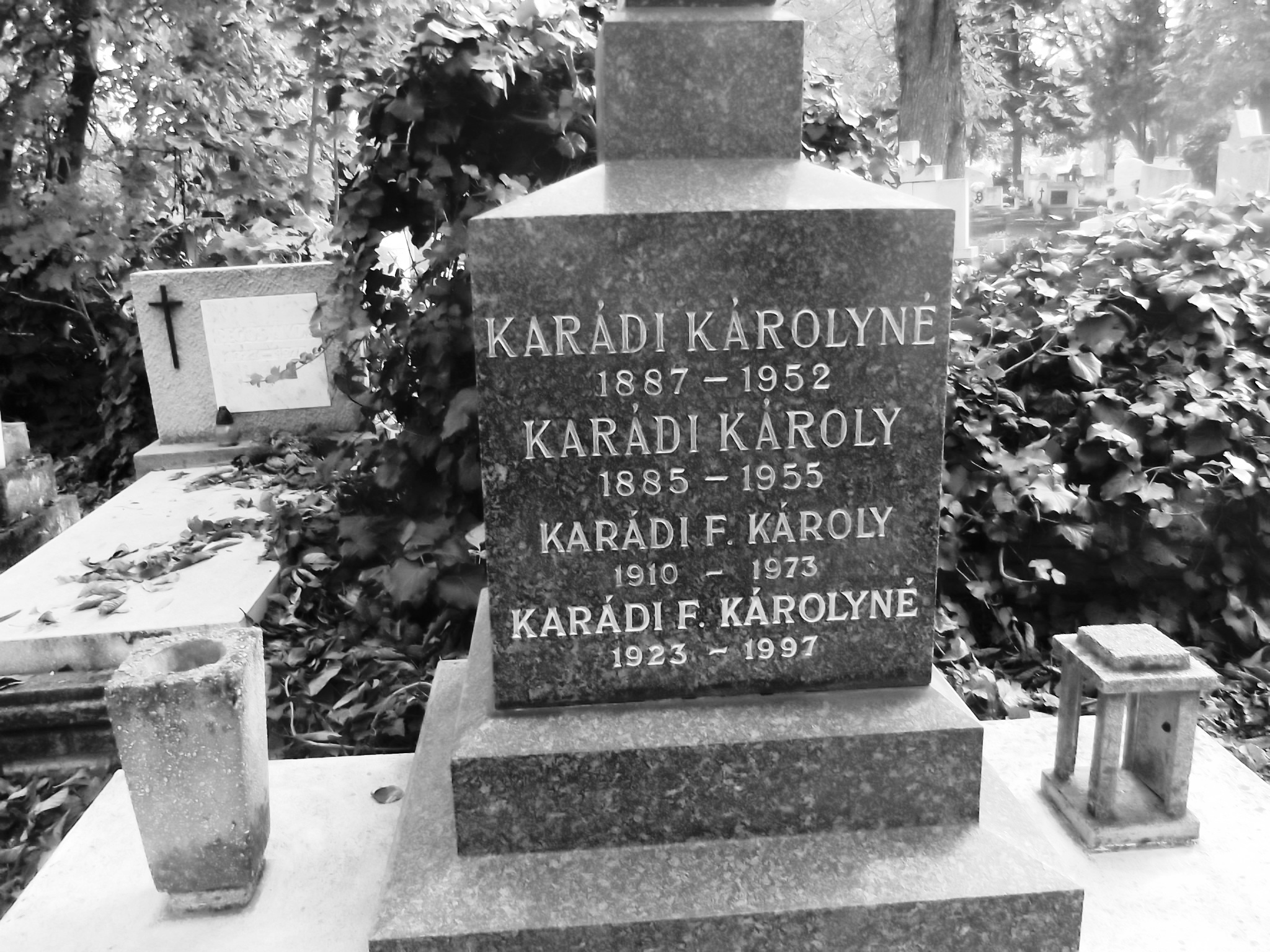
Sírja az Óbudai temetőben

Karádi Károly, születési és 1938-ig használt nevén Kopf Frigyes Károly (Budapest, 1910. szeptember 25. – Budapest, 1973. július 10.) biológia–növénytan szakos középiskolai tanár, 1948 előtt cserkészvezető.

## Élete
Kopf Károly (1885–1955) vasesztergályos segéd és Fűhrer Alojzia (1887–1952) hímzőnő fiaként született a Vörösvári utca 31. szám alatt. 1916 és 1920 között a Budapest III. kerületi Kórház utcai elemi népiskolában tanult. Középiskolai tanulmányait 1920 és 1928 között a Budapesti III. kerületi Magyar Királyi Állami Főgimnáziumban végezte. Ez idő alatt a gimnáziumi 158. számú Árpád cserkészcsapat segédtisztje volt. 1932-ben a budapesti Magyar Királyi Tanárképző Intézet Gyakorló Főgimnáziumának természetrajz-földrajz tanára volt.
Az 1920/1921. tanévben Altenburger János zenekonzervatóriuma szaktanfolyamának első évfolyamát kitűnő eredménnyel végezte el. A budapesti Pázmány Péter Tudományegyetemen 1933. június 1-jén letette a földrajz és természetrajz, valamint magyar képesítő vizsgát. 1932 és 1937 között már cserkész tiszt volt. 1937-ben okleveles tanár. 1938 novemberében családi nevét Karádira változtatta.
1938-ban rendes tagja lett a Magyar Királyi Természettudományi Társulatnak. 1938 és 1948 között cserkésztiszt és parancsnokhelyettes, 1939-ben leventeoktató, az I. cserkészkerület légoltalmi vezetőtiszt helyettese, az énekkar vezetője volt. 1940. január 1-jén felmentették állami gimnáziumi óraadó-helyettes tanári beosztásából és helyettes tanárrá nevezték ki. 1941. december 30-án az Óbudai Állami Árpád Gimnázium rendes tanáraként nyert beosztást. 1941-ben egész évben katonai szolgálatot teljesített. 1943-ban a magyar királyi 30. honvéd században szolgált. Hadifogságba esett, ahonnan 1945. november 12-én tért haza.
Az Óbudai Árpád Gimnáziumban a munkálatok szinte szimbolikus befejezéseként az 1940-es évek legvégére helyreállt a botanikus kert is. Közel 200 féle növény díszítette az iskolát és segítette a szemléltető oktatást. Mint annyi más a későbbiekben, ez is Karádi Károly tanár úr munkáját dicsérte.
1957-ben tankönyvet bírált. 1960-ban cikket írt a Módszertani Lapokban az Ember szervezete című tantárgy tanításának problémájáról, ezenkívül bírálta a biológia tankönyvet. 1961-ben a Nagybudapesti Pártbizottság megbízásából a TTK biológiai tanszéke tantervi munkálataiban vett részt. Szakmai továbbképzést vezetett. Nem volt az MSZMP tagja.
Az Óbudai temető 13-6/0/1/74-75 számú sírhelyében nyugszik.

## Emlékezete
- Beszélgetés Sinkovits Imrével. „Nyolc évig jártam a III. kerületi Állami Árpád Gimnáziumba, ami túlzás nélkül meghatározó jelentőségű volt életemben. Természetrajztanáruk, Karádi Károly született óbudai, egy hajógyári munkás fia. Korábban maga is az Árpádba járt. Tanárként visszatérve szervezi meg a Sinkovits Imre számára szinte második családot jelentő cserkészcsapatot. A színész utóbb így beszélt erről:”…„Sejtelmem sincs, miért szidták ezt a mozgalmat harminc évig: az Árpádban egészséges, tiszta lelkű, bajtársias, gerinces embereket nevelt, erkölcsi tartást adott. Mintha csak tudták volna a cserkészek: a gyermekkor meghatározza a felnőttkor tartalmát, értékét. Szinte észre sem vettük, ahogy játékosan előkészítettek az életre. Éltük boldog gyermekkorunkat, ugyanakkor foglalkozásainkon, kirándulásainkon, vízi túráinkon mintegy figyelmeztető bójaként ott úszott mellettünk a kérdés: hogyan valósítható meg mindez az életben?[20]
- Sinkovits Imre levele: A ma fiatalsága – a jövő Magyarországa. Szentkuthy Miklós, Kunszery Gyula, Beresztóczy György, dr. Könözsy Lajos és Karádi Károly, aki egyúttal a cserkészcsapat parancsnoka is volt, ahol jellemességet, bajtársiasságot, etikus magatartást tanultunk még játékainkban is, és a felnőttek, tanárok, vezetők történelmi múltunk iránti tiszteletet.[21]
- Poór Gyula professzor, az Országos Reumatológiai és Fizioterápiás Intézet (ORFI) egykori főigazgatója: „Fantasztikus tanáraim voltak. Kiss Jenő, akinek a gimnázium előcsarnokában van az emléktáblája, latint tanított, és a szentenciák által üzent, hogyan is maradhatunk emberek abban a politikailag sokakat megpróbáló, nehéz időszakban. Hasonló élményeim vannak Karádi Károly tanár úrról. Valószínűleg az ő biológiaórái is sokat nyomtak a latban, hogy feléledjen természettudományos érdeklődésem. Biztosan nagy szerepe volt abban, hogy orvos lettem."[22]
- Az Óbudai Árpád Gimnázium lépcsőházában emléktábla idézi az egykori tanár, korábban az iskola diákja alakját. Az emléktábla felirata: Karádi Károly (1910–1975) az iskola egykori diákja, cserkész parancsnoka és haláláig kiváló tanára emlékére. A jobbfelső sarokban egy idézet olvasható (Atisthenes nyomán): „Az igaz útravalót a hajótörött is kimentheti magával.” Az emléktáblát állíttatta az Árpád Gimnázium és Óbuda Önkormányzata. Alkotója, az ugyancsak az iskolában végzett és tanító Márkus Károly, szobrászművész.
- 1994 októberében volt diákjai és Óbuda-Békásmegyer Önkormányzata egykori lakóházának falán, a III. kerület Föld utca 57. szám alatt emléktáblát állíttatott.

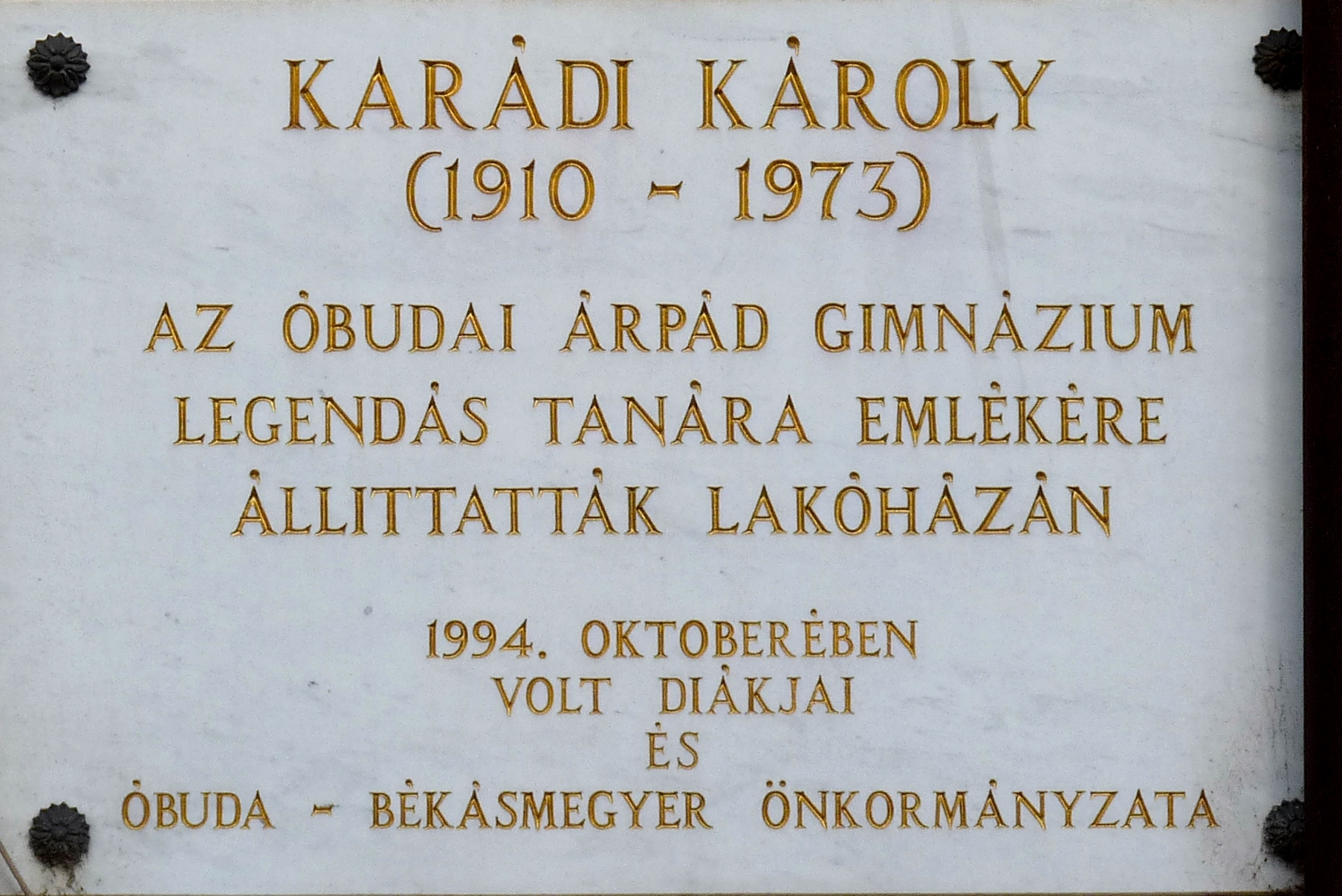
Emléktáblája egykori lakóhelyén, Óbudán

- Interjú Lacó Tamás nyugalmazott rajztanárral és zenepedagógussal: „Ki volt az osztályfőnöke az Árpád Gimnáziumban? Karádi Károly biológiatanár, aki nevezetes pedagógus volt itt Óbudán, ráadásul a másodnagybátyám. Rengeteg latin kifejezést kellett megtanulnunk nála. Később alapítottak egy Karádi-díjat az Árpádban, amit a pedagógiai konferencián osztanak ki, és az Árpád természettudományos vetélkedője is az ő nevét viseli.”[23]
- 1979-ben az 1953-ban érettségizett IV. A osztály tanulói megalapították a Karádi Károly természettudományi díjat. A díjjal szerették volna kifejezni régi iskolájuk iránti ragaszkodásukat, volt tanáraik iránti tiszteletüket, csatlakozva a gimnázium jelenlegi hagyománytisztelő és -ápoló törekvéseihez, azzal a céllal, hogy a jelenlegi tanulókat a természettudományok – az iskolai tanterv követelményeit lényegesen meghaladó – elsajátítására ösztönözzék, ezáltal az ifjúság tudásának, ismereteinek gyarapítását szolgálják, 1979-ben alapítványt tettek, amelyet az iskola egykori tanulójáról, egyben pályakezdésétől haláláig kiváló tanáráról, Karádi Károlyról neveztek el.[24]
- 1980-ban létrehozták a Karádi Károly Alapítványt.[25]
- Egykori munkahelyén évente megrendezik a nevét viselő Természettudományi Versenyt.
- 2002-ben Kovácsné Keszléri Erzsébet: A megújult Karádi-verseny. „Az Árpád Gimnázium természettudományi tagozatának megszületésével párhuzamosan hirdettük meg először az iskolánk legendás tanáráról, Karádi Károlyról elnevezett természettudományi vetélkedőt. Ebben az időben a vetélkedő az általános iskolák 8. osztályába járó, a természettudományok – elsősorban a biológia és a kémia – iránt érdeklődő diákoknak szólt, és kétfordulós, egyéni verseny volt. Akik az írásbeli fordulóban a legeredményesebbek voltak, szóban is számot adhattak tájékozottságukról. A verseny győzteseinek, amennyiben az Árpádban szerették volna megkezdeni középiskolai tanulmányaikat, és persze a későbbi felvételi vizsgán is jól teljesítettek, egyenes útjuk volt a négy évfolyamos természettudományi tagozatra.”